# Plaxton Supreme

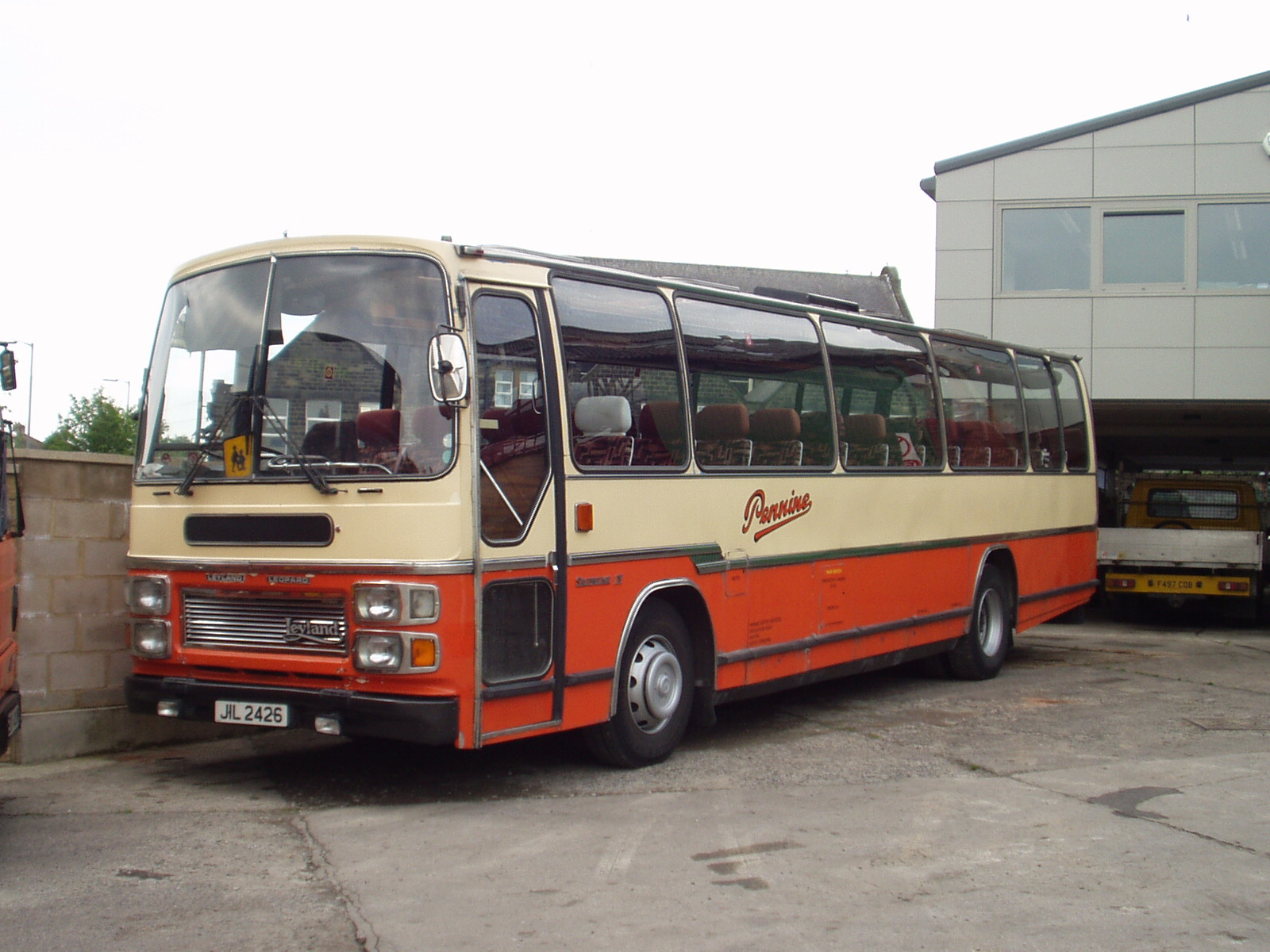
Plaxton Supreme IV auf Leyland Leopard-Fahrgestell

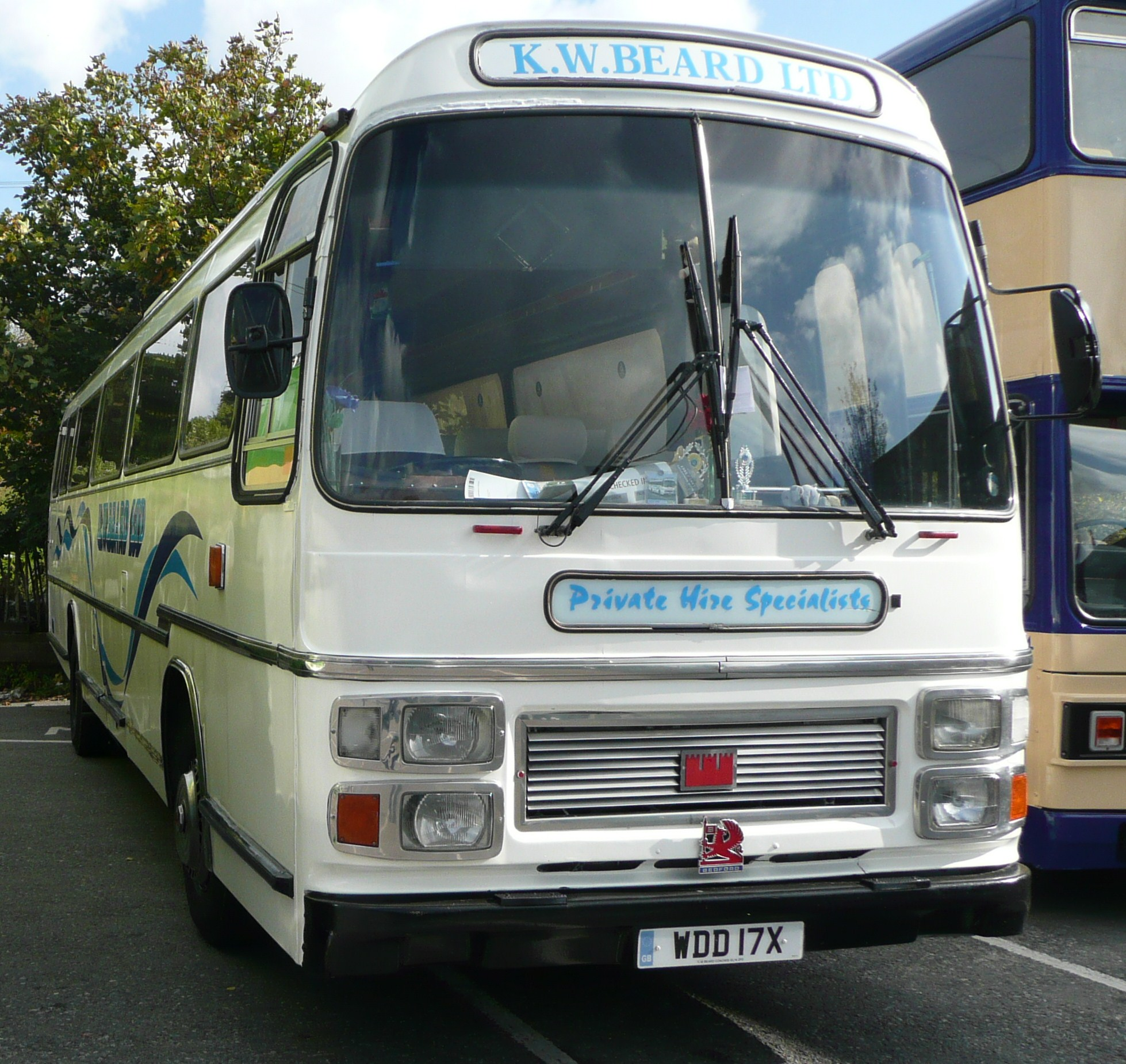
Plaxton Supreme auf Fahrgestell von Bedford

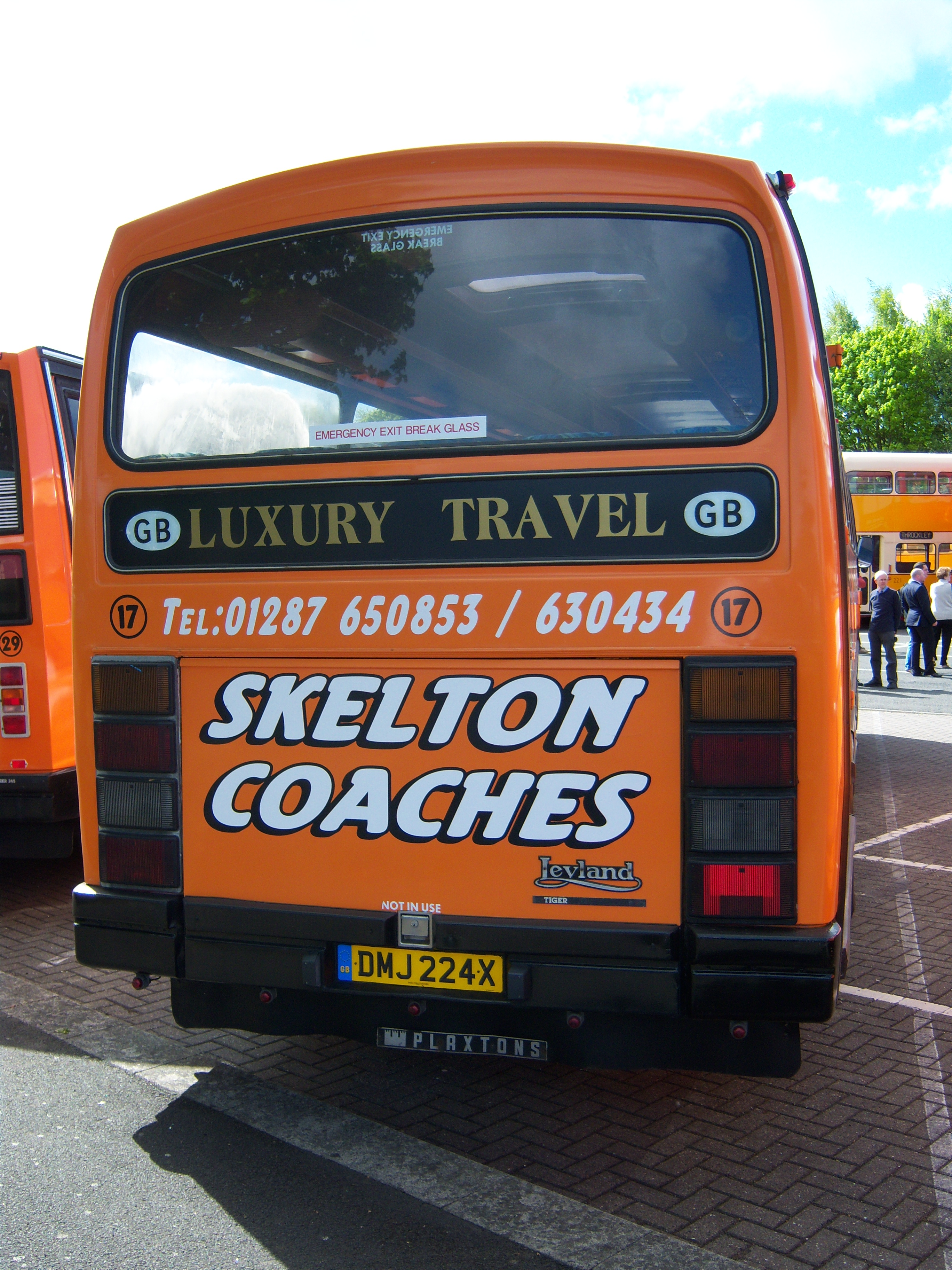
Heck eines Plaxton Supreme auf Leyland Tiger

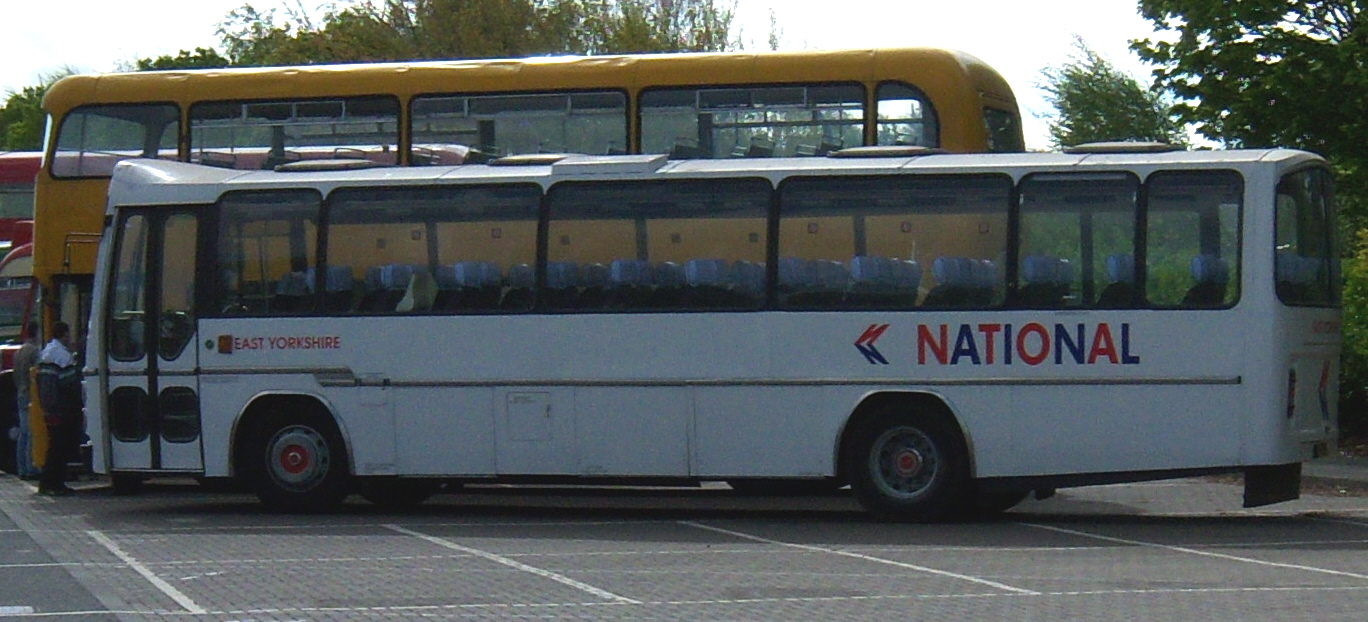
Plaxton Supreme IV auf Leyland Leopard

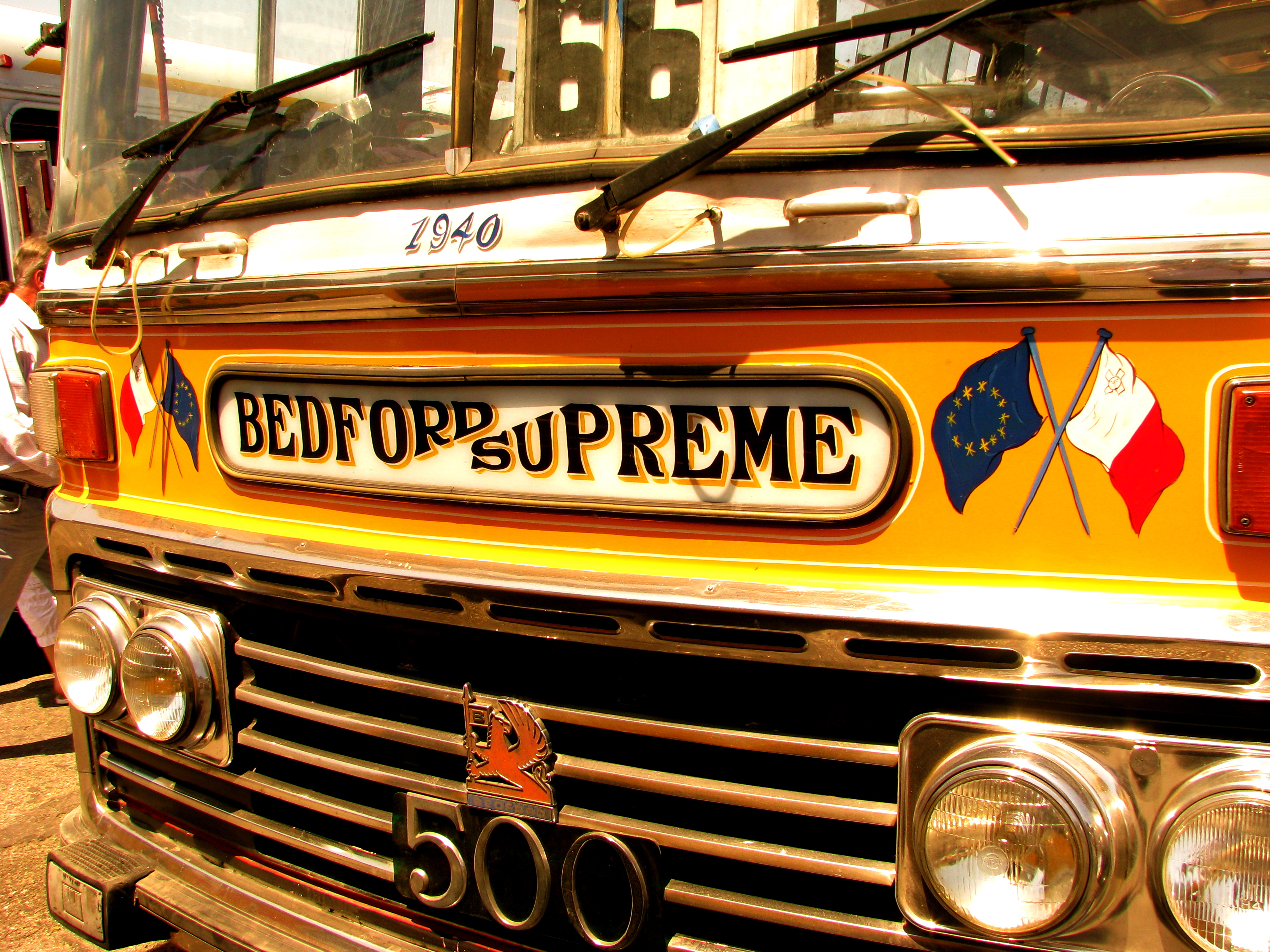
Plaxton Supreme I-III auf Fahrgestell von Bedford

Der Name Plaxton Supreme bezeichnet einen Omnibusaufbau des früheren britischen Herstellers Plaxton in Scarborough, Yorkshire, England. Ab 1974 löste das Modell den Vorgänger Panorama auf kleineren Fahrgestellen ab, ab dem Folgejahr ersetzte es den Panorama Elite auf Normalfahrgestellen. Ab 1982/83 wurde es durch den Paramount abgelöst, allerdings wurden Aufbauten zur Verwendung auf dem Fahrgestell Bedford VAS noch bis 1986 produziert. Der Aufbau war eine Ganzstahlkonstruktion im Gegensatz zu den Vorgängermodellen, die noch in Gemischbausweise aus Holz und Stahl hergestellt wurden. Zusammen mit dem Duple Dominant der Firma Duple Coachbuilders und dem Panorama Elite waren sie die allgegenwärtigen Busmodelle im Großbritannien der 1970er Jahre. Einige Busse mit Supreme-Aufbau waren danach auch im ÖPNV auf der Insel Malta im Einsatz.
Die Varianten Supreme I, II und III wurden ursprünglich lediglich als Supreme bezeichnet, daher ist die Definition der einzelnen Ausführungen problematisch. Nach Angaben auf der Internetpräsentation der Firma Plaxton wurde der Supreme I für das Fahrgestell Bedford VAS, der Supreme für das Fahrgestell Bristol LHS gebaut. Nach den Ersatzteillisten war die Version in Gemischtbausweise für Fahrgestelle der Typen Leyland Leopard, Bedford YLQ/YMT, Ford R1014/R1114, AEC und Volvo B58 vorgesehen, während die Version Supreme III eine Ganzstahlkonstruktion war. Beide Ausführungen – in Gemischtbauweise und als Ganzstahlkonstruktion – wurden 1976/77 parallel gefertigt und sind äußerlich nicht zu unterscheiden. Eine Unterscheidungsmöglichkeit besteht aber aufgrund der Karosserienummer mit dem Suffix AM (All Metall) oder einem in der Mitte eingeschobenen M für die Ganzstahlkonstruktionen.
Das Design lehnte sich deutlich an den Elite III an, wurde jedoch leicht modifiziert. Die Frontscheibe war stärker gewölbt, die gemeinsame Einfassung von Scheinwerfern und Kühlergrill verändert, der Kühlergrill selbst war breiter. Form und Anordnung der seitlichen Chromzierleisten differierten je nach Kundenwunsch. Das Heck des Fahrzeuges war weniger gerundet als beim Vorgänger.
Der Entwurf erhielt im Jahr 1978 ein Facelift und bekam die Bezeichnung Supreme IV. Der obere Rand der Windschutzscheibe war flacher und die Sicken oberhalb der Windschutzscheibe entfielen. Der Kühlergrill und Scheinwerfer-Bereich wurden komplett überarbeitet, zwei rechteckige Scheinwerfer saßen an jeder Seite neben dem breiteren Kühlergrill, die gemeinsame Einfassung entfiel. Geändert wurde ebenfalls die Form und Anordnung der seitlichen Zierleisten, das Fenster in der Tür wurde weiter nach unten gezogen.
Die Ausführung Supreme V bekam ein flacheres Heck, ähnlich dem Nachfolger Paramount. Die Heckleuchten waren in zwei vertikalen Bändern angeordnet. Die Form des restlichen Fahrzeuges änderte sich nicht. Der Supreme VI wurde gleichzeitig zum Supreme V gebaut. Für Übernacht-Expressverbindungen vorgesehen, blieb er äußerlich im Wesentlichen unverändert.
Ausführungen mit breiteren, doppelflügigen Türen waren der Supreme Express, Supreme IV Express, Supreme V Express und Supreme VI Express. Der Viewmaster und Viewmaster IV waren um 30 cm höhere Versionen. Um den ein Umkippen des Fahrzeuges in bestimmten Situationen zu vermeiden, wurde Schwerpunkt des Fahrzeuges abgesenkt. Dabei kam die höhere Windschutzscheibe des Supreme III zum Einsatz. Der Viewmaster war auch als Express erhältlich. Für die Fahrgestelle Bedford CF und Mercedes-Benz L608D wurden ebenfalls einige Aufbauten produziert. Diese erhielten die Bezeichnung Mini Supreme.
Der Aufbau wurde auf Fahrgestelle verschiedener Hersteller gesetzt, darunter:
- Leyland Leopard, Tiger
- AEC Reliance
- Bedford Y Series, VAS und SB
- DAF MB200, SB2005
- Bristol LH
- Ford R-Serie
- Seddon Pennine (Seddon VII)
- Mercedes-Benz O 303
- Volvo B655, B755, B58, B10M
- Magirus-Deutz
- Ward Dalesman